# Sequenza Absaroka
La sequenza Absaroka è una sequenza cratonica compresa in un arco di tempo che va dalla fine del Mississippiano attraverso i periodi del Permiano.  Essa è la discordanza tra questa sequenza e la precedente Kaskaskia che, nel Nord America, divide il Carbonifero nei due periodi: Mississippiano e Pennsylvaniano.
Simile alla sequenza Kaskaskia, i depositi sedimentari dell'Absaroka furono dominati dalle rocce detritiche o siliclastiche.  I primi sedimenti vennero depositati vicino ai margini continentali, particolarmente nei pressi delle zone montane del Ouachita e degli Appalachi.  Caratteristica degli strati di questo tempo sono i ciclotemi:  che alternano strati marini e non-marini indicativi dei mutamenti nel livello del mare, probabilmente dovuti alla glaciazione ciclica nell'emisfero meridionale.
Nel Nord America, le acque della sequenza Absaroka regredirono verso ovest come le zone montane ad est regolarmente venivano erose.  La circolazione oceanica limitata nell'ovest condusse alla formazione estesa di evaporite.  Alla fine del periodo, la regressione fu completa e gli strati marini vennero sostituiti dall'estesa sedimentazione di strati rossi.

## Unità trasgressive-regressive
Questi cicli di mutamento di livello marino sono stati suddivisi in almeno sei ordini di grandezze. Ogni ordine è della durata di anni che diventa più piccola. La più piccola unità viene descritta come un "ciclo di sovralluvionamento punteggiato" (o PAC, punctuated aggradational cycle) ed è compreso fra 225.000 e 100.000 anni di sedimento. Nel campo, queste unità sono di solito da uno a cinque metri spesse e contengono molte unità di rocce differenti. Queste unità mostrano mutamenti veloci nel livello marino che furono controllati dai mutamenti climatici dovuti ai ghiacciai.
Il quinto ordine è spesso chiamato ciclotema e può contenere molte sequenze PAC e generalmente rappresentano circa 500.000 anni. Di nuovo, la glaciazione sembra essere stata la causa della natura ciclica degli strati. I primi quattro ordini, sebbene siano controllati più dagli spostamenti continentali e cicli orogenetici, hanno i seguenti cicli: il primo l'Absaroka, il secondo il periodo del Carbonifero e il terzo le formazioni di roccia o gruppi lunghi generalmente da 8 a 10 milioni di anni. Il quarto ordine può essere controllato dalla glaciazione su vasta scala e da modelli di oceano globale nel corso di milioni di anni.

## Fonti
- (EN) Monroe, James S., e Reed Wicander. La Terra che cambia: geologia esplorativa ed ecoluzione, 2ª ed. Belmont: West Publishing Company, 1997. ISBN 0-314-09577-2(pp. 544-9)

1. ↑  Il termine "strati rossi" (red beds ) di solito si riferisce agli strati di rocce sedimentarie di colore rossastro come l'arenaria, siltite o scisto che furono depositati in climi caldi sotto condizioni ossidanti.
2. 1 2  (EN) Busch, R. M., e Rollins, H. B. (1984). Correlazione degli strati del Carbonifero usando una gerarchia di unità trasgressive-regressive. Geology, v. 12, p. 471-474.
3. ↑  (EN) Anderson, E.J., e Goodwin, P.W., (1980). Applicazione dell'ipotesi del PAC ai calcari (limestones) del gruppo di Helderberg. Società di paleontologi economici e mineralogi, manuale della sezione orientale, p. 32.
4. ↑  Vail, P.R., Mitchum, R.M., Jr., e Thompson, SIII, (1977). Stratigrafia sismica e mutamenti globali del livello del mare, Part 4: cicli globali dei mutamenti relativi del livello marino, in Payton, C.E., ed.,  Stratigrafia sismica; applicazioni per l'esplorazione degli idrocarburi. American Association of Petroleum Geologists Memoir 26, p. 83-97.
5. ↑  Chang, K.H., (1975). Le unità stratigrafiche di discordanza limitata. Geological Society of America Bulletin, v. 86, p. 1544-1552.